# Monika Wolf
Monika Wolf (9 de abril de 1964) es una deportista alemana que compitió para la RFA en remo. Ganó dos medallas en el Campeonato Mundial de Remo, oro en 1985 y plata en 1987.

## Palmarés internacional
| Campeonato Mundial | Campeonato Mundial     | Campeonato Mundial | Campeonato Mundial        |
| Año                | Lugar                  | Medalla            | Prueba                    |
| ------------------ | ---------------------- | ------------------ | ------------------------- |
| 1985               | Malinas (Bélgica)      | Medalla de oro     | Cuatro sin timonel ligero |
| 1987               | Copenhague (Dinamarca) | Medalla de plata   | Cuatro sin timonel ligero |